# Damazy Klimek
Damazy Klimek (ur. 10 grudnia 1881 w Zakrzewie, zm. 11 listopada 1939 w Grudziądzu) – drogerzysta, kupiec, działacz narodowy, Honorowy Obywatel Grudziądza.
Około 1900 zamieszkał w mieście Grudziądzu. Oprócz pracy zawodowej wiele swego czasu poświęcał na sprawy społeczne, szczególnie związane z Grudziądzem. Przez szereg lat zasiadał jako radny w Radzie Miejskiej Grudziądza. Damazy Klimek był współwłaścicielem drogerii „Alchemia”, którą założył w 1902. Mieściła się ona przy ul. Wybickiego 31.
Podczas przygotowań do Intelligenzaktion na Pomorzu został zaliczony przez Selbstschutz do „politycznej elity” - jego nazwisko umieszczono na liście proskrypcjnej. Po agresji militarnej Wehrmachtu i aneksji korytarza polskiego we wrześniu 1939 został aresztowany i zamordowany podczas Intelligenzaktion przez hitlerowców. Miejsce, gdzie został stracony oraz miejsce spoczynku wciąż nie są znane.